# Ines Najar
Pour les articles homonymes, voir Najar.
Ines Najar (arabe : إيناس النجار), née le 28 juin 1983 à Sfax (Tunisie) et morte le 31 mars 2025 dans la Ville du 6 octobre (Égypte), est une mannequin et actrice tunisienne connue en Égypte.

## Biographie

### Carrière
Elle apparaît dans le clip Ya Tara du chanteur Bahaa Sultan (ar) avant d'être repérée par le réalisateur Mohamed Najjar (ar) qui lui offre un rôle dans Mido Mashakel (ar), aux côtés d'Ahmed Helmy.
Elle joue également dans le feuilleton El Hallanji durant le ramadan 2025, aux côtés de Mohamed Ragab (ar), Ayten Amer (en), Abeer Sabry (ar), Mohamed Lotfy (en) et Mahmoud Qabil (en).

### Mort
Ines Najar meurt le 31 mars 2025, dans un hôpital privé de la Ville du 6 octobre, à Gizeh, en Égypte. Atteinte d'une cholécystite aiguë, elle tombe dans le coma pendant cinq jours.

## Filmographie

### Cinéma
- 2002 : Ma'ali al wazir (ar)
- 2003 : Mido Mashakel (ar)
- 2004 : Kimo wi Antimo (ar)
- 2005 : Ali Spicy (ar)
- 2007 : Karker (ar)
- 2010 : Ahasees (ar)

### Séries télévisées
- 2007 : Yetrabba Fi Ezzo
- 2025 :  El Hallanji